# 太田新之允
太田 新之允（おおた しんのじょう、生没年不詳）は、江戸時代前期の砲術家。初名は助之允。

## 経歴・人物
下総佐倉出身の人物で、岸和田流砲術に優れた。万治の頃に常陸水戸藩主に仕える。